# Assemblea de Ronda

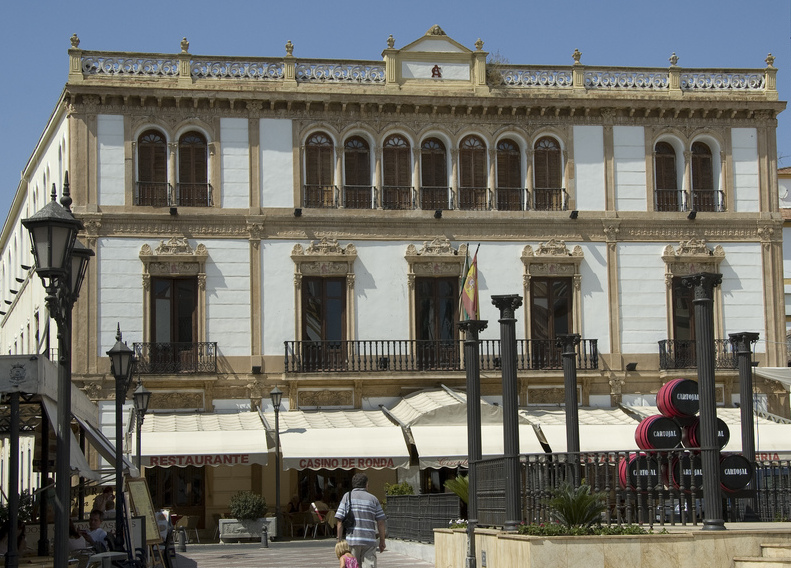
Edifici del Círculo de Artistas de Ronda, on va tenir lloc l'assemblea.

L'Assemblea de Ronda, o Assemblea de les províncies andaluses a Ronda fou una assemblea andalusista convocada pels Centres Andalusos que va tenir lloc a la ciutat malaguenya de Ronda el gener de 1918. Es va tractar de la primera assemblea regionalista andalusa, on es va decidir l'adopció del que Blas Infante va anomenar les insígnies d'Andalusia: la bandera i l'escut d'Andalusia.
En aquesta assemblea, a més, s'assumí el projecte de Constitució Federal per a Andalusia de 1883, conegut com a Constitució Federal d'Antequera, com a Carta Magna per a Andalusia i s'esbossa un programa polític d'actuació, que suposaria la continuació del desplegament del moviment andalusista iniciat a la fi del segle xix i els antecedents més immediats de la qual van ser la fundació el 1916 del primer Centre Andalús a Sevilla, presidit per Infante, i de la revista Andalucía, òrgan de relació entre els correligionaris de l'andalusisme. A l'assemblea es van debatre temes com el centralisme, el caciquisme, la fam i el pa, i es va reclamar l'autonomia de «la Pàtria Andalusa» davant la Societat de Nacions. S'hi va definir Andalusia com a «país» i «nacionalitat».
L'Assemblea de Ronda seria continuada per l'Assemblea de Còrdova de 1919.